# Marco Tullio Giordana

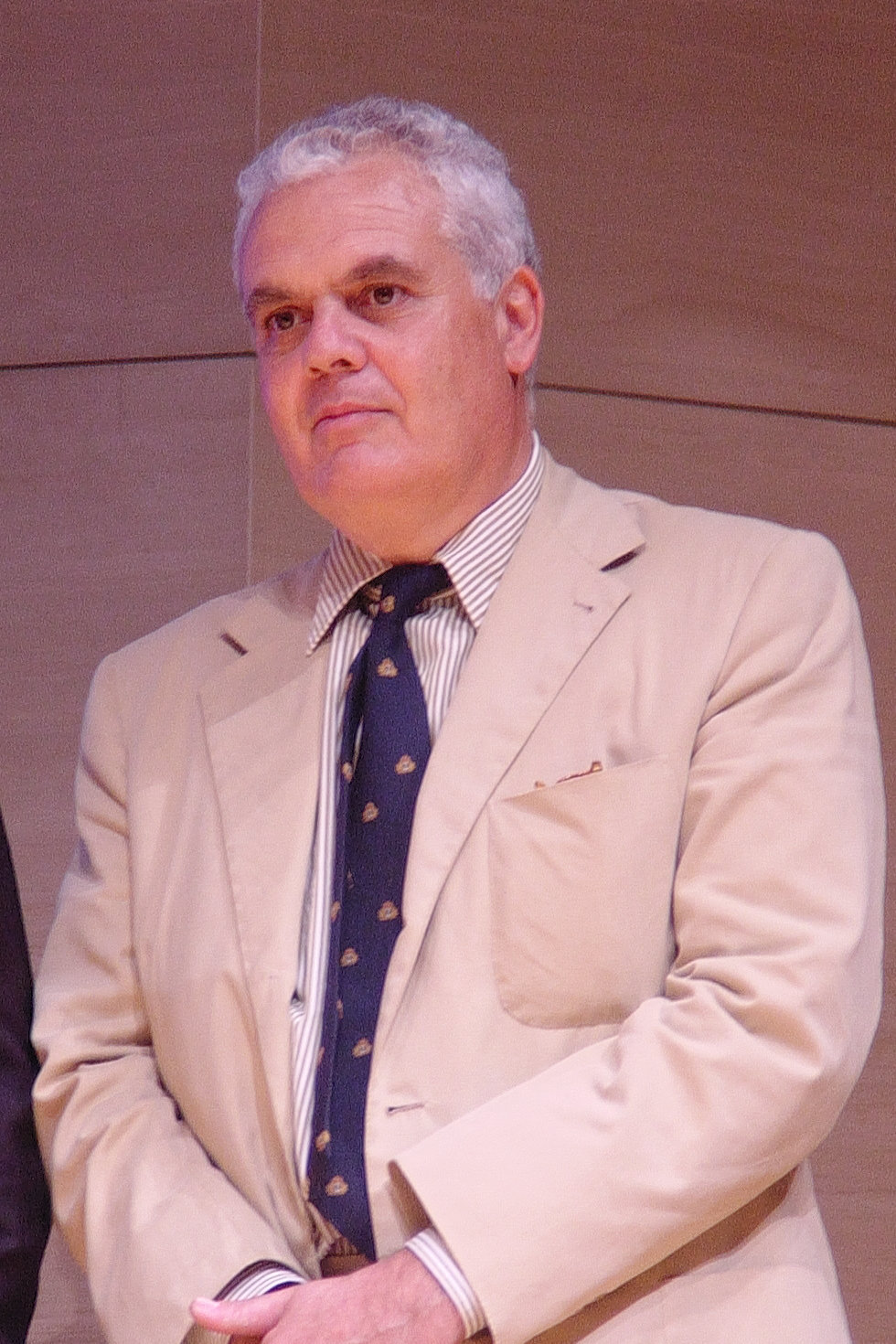
Giordana in 2006

Marco Tullio Giordana (Milaan, 1 oktober 1950) is een Italiaans scenarioschrijver en filmregisseur. Giordana studeerde wijsbegeerte en letterkunde. 1978 schreef hij zijn eerste scenario voor de documentaire Forza Italia!. Zijn eerste speelfilm die hij regisseerde was Maledetti vi amerò (1980), die vertoont werd op het Filmfestival van Cannes. Met deze film won hij een Gouden Luipaard op het Internationaal filmfestival van Locarno. Met La meglio gioventù won Giordana verschillende prijzen, waaronder de publieksprijs van het Filmfestival van Rotterdam.

## Filmografie

### Regisseur
- Maledetti vi amerò (1980)
- La caduta degli angeli ribelli (1981)
- Notti e nebbie (1984)
- Appuntamento a Liverpool (1988)
- La domenica specialmente (1991)
- L'unico paese al mondo (1994)
- Pasolini, un delitto italiano (1995)
- Scarpette bianche (1996)
- I cento passi (2000)
- Un altro mondo è possibile (2001)
- La meglio gioventù (2003)
- Quando sei nato non puoi più nasconderti (2005)
- Wild Blood (2008)

### Scenarioschrijver
- Forza Italia! (1978)
- Car Crash (1980)
- Maledetti vi amerò (1980)
- La caduta degli angeli ribelli (1981)
- Notti e nebbie (1984)
- Appuntamento a Liverpool (1988)
- Pasolini, un delitto italiano (1995)
- [Scarpette bianche] (1996)
- I cento passi (2000)
- Quando sei nato non puoi più nasconderti (2005)